# Bebearia luteola
Bebearia luteola är en fjärilsart som beskrevs av George Thomas Bethune-Baker 1908. Bebearia luteola ingår i släktet Bebearia och familjen praktfjärilar. Inga underarter finns listade i Catalogue of Life.